# Atef-Krone
Die Atef-Krone (auch Bündel-Krone) ist als altägyptische Insigne bereits seit dem Alten Reich (2707–2216 v. Chr.) belegt. 

## Mythologische Verbindungen

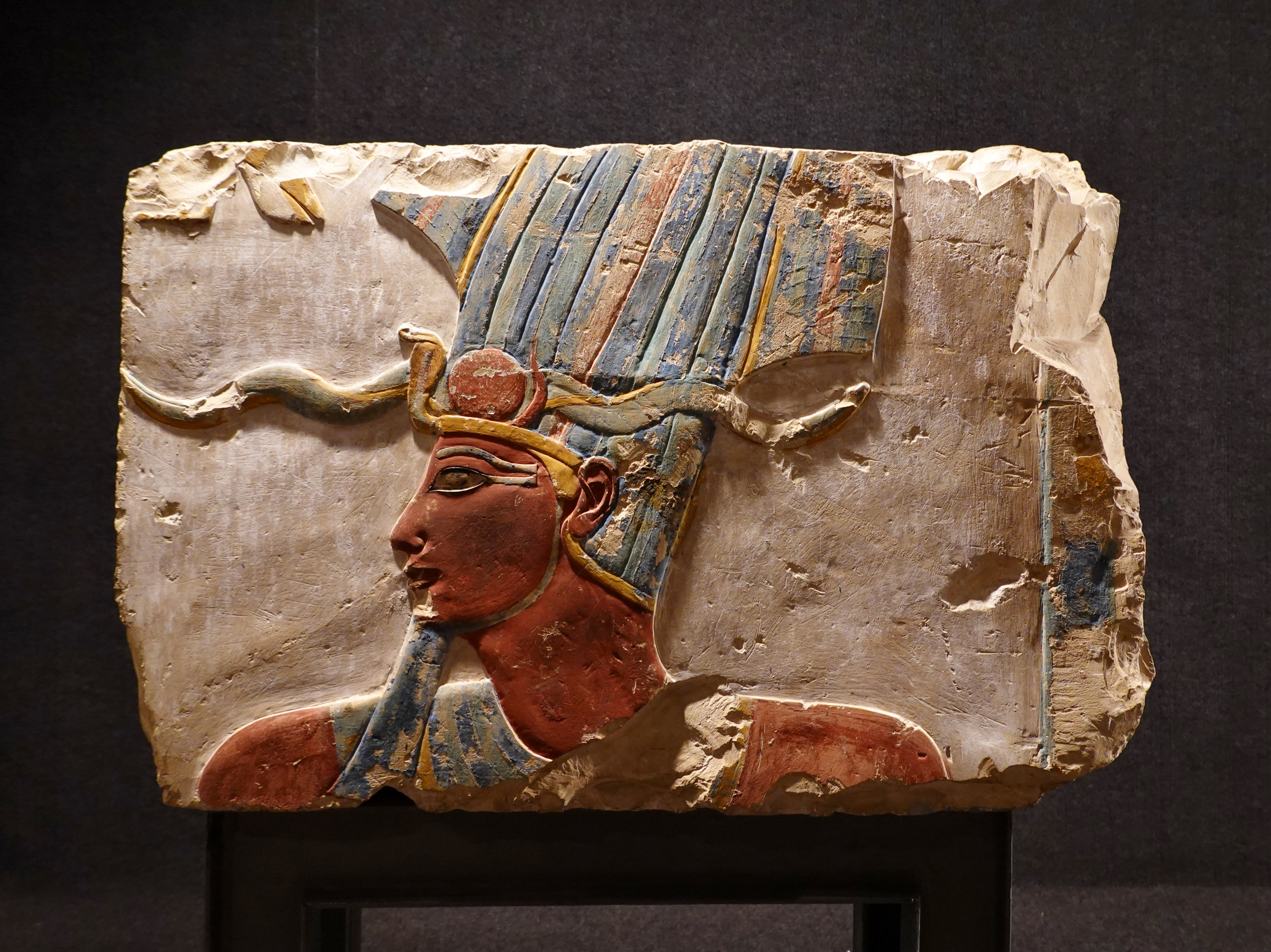
Thutmosis III. mit Atef-Krone

Im Alten Ägypten war die Atef-Krone das Herrschaftszeichen verschiedener Könige (Pharaonen) und Gottheiten, beispielsweise von Chnum, Osiris, Horus und dem Horuskind. Im Totenbuch heißt es, dass Osiris die Atef-Krone als Zeichen seiner irdischen Herrschaft erhalten habe. Da die Atef-Krone außerdem die Herrschaft über Ober- und Unterägypten symbolisierte, konnte sie bei bestimmten Anlässen auch die Doppelkrone ersetzen.
Die Atef-Krone ist als „Bündelkrone“ in ihrer Grundausstattung eine Kombination der weißen Krone des Südens mit jeweils einer Maat-Straußenfeder an jeder Seite, wahlweise ergänzt mit zwei Widderhörnern oder, wie seit dem Neuen Reich, mit Uräen und Sonnenscheiben. Sie ähnelt in Aufbau und Erscheinung sehr stark der Osiris-Krone.